# Magane
Magane (jap.: 凶音) – japoński zespół z Tokio grający black metal/yomi, utworzony w roku 1999.

## Życiorys
Magane powstało w Tokio w roku 1999. Wydawaniem ich płyt zajmuje się Black Flame Records.
Uważają, iż nie grają black metalu, lecz, że grają własny gatunek muzyczny, który nazywają Yomi Metal. Jest to kombinacja black metalu, death metalu i thrash metalu z elementami tradycyjnych Japońskich wpływów, nie tylko muzycznych, ale także lirycznych. Główni chodzi tu o Japońską mitologię oraz japońską wersję piekła, która nosi nazwę Yomi.
Aktualnie zespół jest w stanie nieaktywności, ze względu na problemy zdrowotne ich perkusisty. Nie wiadomo, kiedy wrócą do aktywnej gry.
Dawniej Magane nosiło nazwę Mortes Saltantes.

## Muzycy

### Obecny skład zespołu
- Yasufiko – śpiew
- Nugoto – gitara elektryczna, chórki
- Tukuoni – gitara elektryczna, chórki
- Itukime – instrumenty klawiszowe
- Yuda – gitara basowa
- Yomituti – perkusja

### Byli członkowie zespołu
- Kuniwo (Kunituku) – gitara elektryczna
- Ryuichi (Miduti) – gitara basowa
- Kafadufiko – gitara elektryczna
- Kamala – gitara basowa, chórki

## Dyskografia

### Albumy studyjne
- (1999) Mortes Saltantes
- (2003) Beginning At The End

### Koncertowe & inne nagrania
- (1995) Demo #1 (jako Mortes Saltanes)
- (1996) Demo #2 黄泉人舞 (Yomivito Ga Mafi) (jako Mortes Saltanes)
- (1998) Demo #3 Call From Yomi (jako Mortes Saltanes)
- (1999) Demo Tracks with Loud Hatred
- (1999) Thrash Corps Of The Storm (Kompilacja)
- (2001) Magane Attack (Singel)